# Brillia Tower Tokyo
La Brillia Tower Tokyo (ブリリアタワー東京) est un gratte-ciel construit à Tokyo de 2002 à 2006 dans le district de Sumida-ku. Il mesure 159 mètres de hauteur et abrite 644 logements. 
L'immeuble a une surface de plancher de 90 308 m2 et est desservi par 12 ascenseurs.
Les architectes sont les sociétés Taisei Corporation, Kume Sekkei, Matsuda-Hirata Co., MHS Planners, Architects & Engineers.